# Фальстаф (опера)
«Фальстаф» (итал. Falstaff) — последняя, двадцать шестая опера Джузеппе Верди в 3 действиях, 6 картинах, на либретто Арриго Бойто по пьесам Шекспира «Генрих IV» и «Виндзорские насмешницы». Опера охарактеризована самим Верди как лирическая комедия.
Премьера состоялась 9 февраля 1893 года в театре «Ла Скала» в Милане под управлением Эдоардо Маскерони с Виктором Морелем в заглавной партии.

## Действующие лица
- Сэр Джон Фальстаф, толстый рыцарь — баритон
- Форд, богач — баритон
- Миссис Алиса Форд, его жена — сопрано
- Нанетта, их дочь — сопрано
- Миссис Мэг Пейдж — меццо-сопрано
- Миссис Квикли — меццо-сопрано
- Фентон, возлюбленный Нанетты — тенор
- Доктор Каюс — тенор
- Бардольф, слуга Фальстафа — тенор
- Пистоль, слуга Фальстафа — бас
- Хозяин таверны «Орден подвязки» — без слов
- Робин, паж Фальстафа — без слов

## Содержание

### Акт I

#### Картина первая
Комната в таверне «Орден подвязки». Фальстаф выпивает в компании Пистоля, Бардольфа и трактирщика, когда неожиданно появившийся доктор Каюс обвиняет его в грабеже, но, ко всеобщей радости, доктор незамедлительно изгнан. Фальстаф вручает своим слугам письма для миссис Форд и миссис Пейдж. Письма уверяют этих уважаемых женщин в любви к ним старого пьяницы и предназначены соблазнить их (на самом деле Фальстаф делает это за деньги). Бардольф и Пистоль отказываются, ссылаясь на свою честь. Вручив письма своему пажу, немало изумлённый Фальстаф гонит слуг, говоря, что «честь — это только слово» (Che dunque l’onore? Una parola!).

#### Картина вторая
Сад Форда. Алиса Форд и Мэг Пейдж обсуждают полученные ими любовные письма с совершенно идентичным содержанием. Обменявшись ими, они вместе с миссис Квикли решают наказать старого греховодника. Троица также возмущается мистером Фордом, решившим выдать Нанетту за француза, доктора Каюса. Этому не бывать, решают они. Появляется Фентон и говорит с Нанеттой. Возвратившись, кумушки решают передать через горничную своё согласие Фальстафу. Тем временем, честные Бардольф и Пистоль осведомляют Форда о намерениях Фальстафа, и предлагают ему присутствовать при наказании рыцаря. Форд, миссис Форд и миссис Пейдж хотят его проучить.

### Акт II

#### Картина первая
Та же комната в трактире, что и в первом акте. Бардольф и Пистоль (ныне субсидируемые Фордом) делают вид, что раскаиваются в своих прежних провинностях перед Фальстафом, и объявляют о приходе миссис Квикли, которая доставила Фальстафу приглашение. Её сопровождает мистер Форд под видом некоего синьора Фонтаны и предлагает Фальстафу деньги, чтобы тот свёл его с миссис Форд. Фальстаф с радостью соглашается. Пока он наряжается в великолепное одеяние, Форд снедаем ревностью (È sogno o realtà? — Виденье иль реальность?).

#### Картина вторая
Комната в доме Фордов. Миссис Квикли объявляет о прибытии Фальстафа. Тем временем миссис Форд уже принесла большую корзину для одежды. Фальстаф пытается соблазнить почтенную горожанку, но моментально затихает, как только миссис Квикли объявляет о приходе мистера Форда. Пока разгневанный Форд с друзьями ищет Фальстафа, тот успевает спрятаться по совету миссис Форд в корзину. В этот момент Фентон и Нанетта целуются за сценой; услышав звук, Форд бросается туда, но вместо ожидаемого Фальстафа обнаруживает Фентона, которого незамедлительно выгоняет. Когда Форд снова приступает к поиску, содержимое корзины вместе с Фальстафом выброшено в воды Темзы.

### Акт III

#### Картина первая
Перед трактиром. Мрачный Фальстаф проклинает плачевное состояние этого мира. Однако вскоре глинтвейн улучшает его расположение духа. Толстяк вновь получает записку через миссис Квикли, что подслушано Фордом. Фальстаф откликается на это более чем сомнительное письмо, и уходит, обещая выполнить все условия — прийти к Гернскому дубу одетым как Чёрный Охотник. Квикли, Форд и Каюс придумывают, как проучить старого обжору. Доктору Каюсу предложено в то же время обвенчаться с Нанеттой. Форд объясняет, что та будет переодета. Всё это слышит Квикли.

#### Картина вторая
У дуба Герна в Виндзорском парке. Миссис Форд и миссис Пейдж наряжают Фентона как монаха и договариваются с ним, что он немного подпортит Каюсу планы. Появляется одетый охотником Фальстаф. Его ухаживания за миссис Форд неожиданно прерываются появлением виндзорцев, переодетых ведьмами, эльфами и феями. Они изрядно лупят Фальстафа, после чего снимают маски. Форд торжествующе выводит доктора Каюса и даму в маске — его венчанную жену, которая на поверку оказывается Бардольфом. Входят монах-Фентон и сказочная царица-Нанетта, только что обвенчавшиеся. Форд вынужден признать своё поражение и даёт согласие на их брак. Фальстаф, довольный тем, что одурачили не только его, провозглашает в финале, что «все в мире — это всего лишь шутка!» (Tutto nel mondo è burla)

## Известные арии

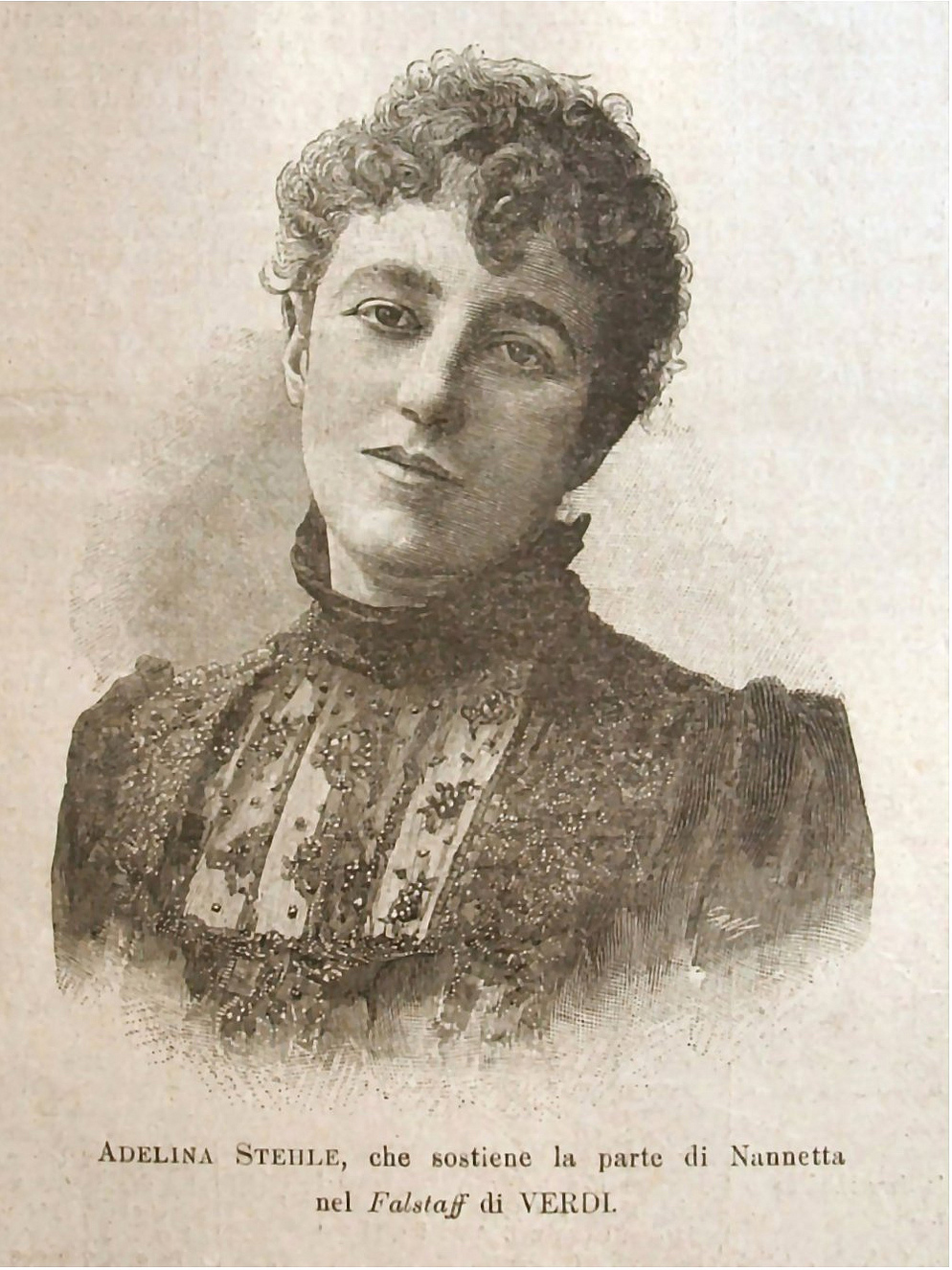
Аделина Штеле, первая исполнительница партии Нанетты

- «L’onore! Ladri!» — Фальстаф, I акт, 1 сцена.
- «È sogno? o realtà» — Форд, ΙΙ акт, 1 сцена.
- «Va, vecchio John» — Фальстаф, II акт, 1 сцена.
- «Quand’ero paggio del Duca di Norfolk» — Фальстаф, II акт, 2 сцена.
- «Dal labbro il canto estasiato vola» — Фентон, III акт, 2 сцена.
- «Sul fil d’un soffio etesio» — Наннетта, III акт, 2 сцена.

## Состав оркестра
«Фальстаф» написан для 3 флейт (в том числе 1 флейта-пикколо), 2 гобоев, английского рожка, 2 кларнетов, бас-кларнета, 2 фаготов, 4 валторн, 3 труб, 3 тромбонов, бас-тромбона, тубы, литавр, ударных (треугольник, тарелки, бас-барабан), арфы и струнных стандартного состава. Кроме того, гитара, охотничий рог и колокол звучат из-за кулис.

## Аудиозаписи
- 1956 год — Фальстаф — Тито Гобби, Алиса — Элизабет Шварцкопф, Форд — Роландо Панераи, Квикли — Федора Барбьери, Наннетта — Анна Моффо, Фентон — Луиджи Альва, Мэг Пейдж — Нан Мериман, Каюс — Томазо Спатаро, Бардольфо — Ренато Эрколани, Пистоль — Никола Заккариа, хор и оркестр Лондонской филармонии, дирижёр — Герберт фон Караян.
- 1958 год — Фальстаф — Виктор Нечипайло, Алиса — Галина Вишневская, Форд — Владимир Валайтис, Мэг Пейдж — Ирина Архипова, Нанетта — Мария Звездина, Квикли — Валентина Левко, Фентон — Евгений Райков, хор и оркестр Большого театра СССР, дирижёр — Александр Мелик-Пашаев, .
- 1963 год — Фальстаф — Герайнт Эванс, Алиса — Ильва Лигабуэ, Форд — Роберт Мерилл, Квикли — Джульетта Симионато, Наннетта — Мирелла Френи, Фентон — Альфредо Краус, Мэг Пейдж — Розалинда Элайас, хор и оркестр RCA Italiana Opera, дирижёр — Георг Шолти.
- 1982 год — Фальстаф — Ренато Брузон, Алиса — Катя Риччарелли, Форд — Лео Нуччи, Квикли — Лючия Валентини-Террани, Наннетта — Барбара Хендрикс, Фентон — Дальмасио Гонсалес; Лос-Анджелесский хор, Лос-Анджелесский филармонический оркестр, дирижёр — Карло Мария Джулини. Существует также видеозапись спектакля.

## Видеозаписи
- 1956 — Фальстаф / Falstaff Италия (ТВ) (фильм-опера), . в роли Фальстафа — Джузеппе Таддеи
- 1972 — Фальстаф / Falstaff Великобритания (ТВ) (фильм-опера, режиссёр Бейзил Коулмэн, в роли Фальстафа — Джерент Эванс[англ.], в роли Миссис Квикли — Регина Резник
- 1976 — Фальстаф Верди , Великобритания, (ТВ) (фильм-опера), режиссёр Дэйв Хезер. В роли Фальстафа— Дональд Грэмм[англ.]
- 1979 — Фальстаф, Австрия, (ТВ), (фильм-опера), режиссёр Гёц Фридрих[нем.]. В роли Фальстафа — Габриэль Бакье
- 1982 — Джузеппе Верди: Фальстаф / Giuseppe Verdi: Falstaff (ТВ) Австрия, (фильм-опера)режиссёр Герберт фон Кароян. В роли Фальстафа — Джузеппе Таддеи, Форд — Роландо Панераи. Фентон — Франсиско Арайса, доктор Каюс — Пьеро де Пальма, миссис Форд — Райна Кабаиванска, миссис Пейдж — Криста Людвиг
- 1982 — Фальстаф / Falstaff, (ТВ), Великобритания, (фильм-опера), режиссёр  Брайан Лардж[англ.]. В роли Фальстафа — Ренато Брузон, Форд — Лео Нуччи, миссис Форд — Катя Риччарелли, Нанетта — Барбара Хендрикс
- 1987 — Фальстаф / Falstaff (ТВ), Франция, (фильм-опера), режиссёр Андре Фледерик. В роли Фальстафа — Жозе Ван Дам
- 1992 — Фальстаф / Falstaff (ТВ), США (фильм-опера), режиссёр Брайан Лардж[англ.]. В роли Фальстафа — Пол Плишка, миссис Форд — Мирелла Френи
- 1999 — Фальстаф / Falstaff (ТВ), (фильм-опера),  Великобритания, режиссёр Хамфри Бертон[англ.]. в роли Фальстафа Брин Терфель
- 2001 — Фальстаф / Falstaff (ТВ), (фильм-опера), музыка Д. Верди, Италия, режиссёр Пьер Кавассилас, в роли Фальстафа — Амброджо Маэстри
- 2003 — Фальстаф / Falstaff (ТВ), (фильм-опера), Франция, режиссёр Хлоя Перлемутер. В роли Фальстафа — Уиллард Уайт[англ.]
- 2006 — Фальстаф / Falstaff (ТВ), (фильм-опера), Италия, режиссёр Паола Лонгобардо, в роли Фальстафа — Руджеро Раймонди
- 2006 — Фальстаф / Falstaff (ТВ), (фильм-опера), Германия, Франция, Великобритания
- 2009 — Фальстаф / Falstaff (ТВ), (фильм-опера),  Германия, Франция, Великобритания, режиссёр Франсуа Рассиллон. В роли Фальстафа Кристофер Пурвс[нем.]
- 2009 — Фальстаф / Falstaff (ТВ), (фильм-опера) США, The Metropolitan Opera HD Live, режиссёр Гэри Халворсон, дирижёр Джеймс Ливайн